# Piskorzeniec
Piskorzeniec [pronunciación en polaco: /piskɔˈʐɛɲɛt͡s/] es un pueblo ubicado en el distrito administrativo de Gmina Przedbórz, dentro del Distrito de Radomsko, Voivodato de Łódź, en Polonia central. Se encuentra aproximadamente a 11 kilómetros al este de Przedbórz, a 41 kilómetros al este de Radomsko, y a 89 kilómetros al sureste de la capital regional Łódź.